# Corticium meridioroseum
Corticium meridioroseum är en svampart som beskrevs av Boidin & Lanq. 1983. Corticium meridioroseum ingår i släktet Corticium och familjen Corticiaceae.   Inga underarter finns listade i Catalogue of Life.